# Параллакс (телесериал)
«Параллакс» (англ. Parallax) - австралийский детский телесериал 2004 года, включающий в себя 26 серий.
Съёмки проходили в окрестностях Перта, Западная Австралия. Сериал рассказывает о юноше по имени Бен Джонсон из небольшого городка Варнапа, который открывает портал в параллельную вселенную миров Параллакса и исследует их вместе с друзьями, Фрэнсисом Шортом, Мелиндой Брюс, Уной, Дью, Тиффани и Мунди, а также новообретённой сестрой, Катрин Рэддик.

## В ролях
- Джошуа Маршалл-Кларк — Бен Джонсон
- Джиллиан Алекси — Катрин Рэддик
- Кэролайн Брейзер — Вероника Джонсон / Бетти
- Дэвид Ричардсон  — Френсис Шорт
- Франсуаза Шаш — Мелинда Брюс
- Казимир Шаш — Мартин Данклис
- Николя Бартлетт - Оливия Данклис
- Ребекка Маккарти — Уна
- Женевьева Маккарти — Дью
- Лорен Уильямс — Мунди
- Люк Хьюит — Джереми Джонсон
- Пэрис Эбботт — Тиффани
- Игорь Шаш — Стефан Рэддик
- Дэвид Нгомбуджарра — Отто
- Фейт Клейтон — миссис Ирма Доус
- Кристиан Баррон — шпион

## Эпизоды
1. One Big Happy Family / Большая дружная семья
2. A Rare Find / Редкая находка
3. The Artful Dodger / Мистер Ловкач
4. Achey, Breaky Heart / Разбитые сердца
5. Lost in Paradise / Потерянные в раю
6. One Man's Rubbish
7. Artes Veritas
8. The Battle of Mundi's World
9. The Big Sleep-Over
10. The Martin Crimes
11. The World According to Betti
12. The Curse of the Incredibly Bad News
13. Decoy
14. Too Many Chiefs
15. Ex-Ben
16. Dad Meets Dad
17. The Krellick War
18. The Reluctant Guardian
19. Seek and You Shall Find
20. Sand Witch
21. My Favourite Martin
22. Cheats Never Prosper
23. Martinmania
24. The Reading Room
25. Clownin' Around
26. It Ain't Over

## Миры

### Главные миры
| Мир Бена           | Красный мир, в котором начинается действие сериала. Считается "обычным" миром. Связан с миром Катрин через портал в водостоке и Техно-миром через портал в курятнике. Нажимая различные точки на символе Параллакса у водостока, можно так же попасть в Лесной мир и Пустынный мир, а у курятника миссис Доус - в Цветущий мир. |
| Мир Катрин         | Синий мир, в котором Бен находит сестру и своего настоящего отца. Мир с ограничениями во всех сферах жизни общества, с огромным количеством законов и запретов, зачастую глупых и бессмысленных. Связан с миром Бена порталом у двух больших камней и с Хиппи-миром порталом под лестницей в библиотеке. Через портал у камней есть возможность перемещения в Лесной мир |
| Хиппи-мир Френсиса | Жёлтый мир, очень "безмятежный мир", буквально наполненный хиппи. Связан с миром Катрин через единственный известный портал у старого фургона "Фольксваген", стоящего у дома Френсиса (также известного под именем Варнапский воришка). Есть возможность перемещения в Лесной мир. |
| Техно-мир Уны      | Серебристый мир. Впервые попав туда, Бен и его друзья решают, что это высокотехнологичная свалка. Однако после выясняется, что это высокоразвитый в техническом плане мир с новыми технологиями, в котором всё компьютеризировано. Люди живут в достатке и постоянно меняют технику на более новую. Связь с миром Бена через портал на свалке. Связь с Цветущим миром через портал в пустующем офисном здании.                                                                                      |
| Лесной мир Мунди   | Зеленый мир. Бен попадает в него, случайно нажав на точки символа Параллакса у водостока. В этом мире заботятся об окружающей среде, а город Варнап расположен на башнях высоко над землей для минимизации влияния человека на экосистему. Этот мир кишит Крэлликами. Имеет связь с мирами Бена и Катрин, Хиппи- и Техно-миром через портал у дерева. Так же есть портал у камней за домом миссис Доус, связанный с Диким миром, который не используется из-за расположения в нём гнезда Крэлликов. |

### Другие миры
| Пустынный мир | Оранжевый мир, безжизненное место из песка и камня. Мать Бена отправляет его в этот мир на проверку нравственных качеств. Один портал находится у каменной насыпи и ведёт в мир Бена. Другой портал находится в углу палатки Бетти и связан с миром Катрин. Позже выясняется, что Пустынный мир - это мир Отто, уничтоженный Бетти. |
| Цветущий мир  | Розовый мир. "Идеальный" мир, созданный Бетти. Люди здесь подавлены, не обладают эмоциями и живут беспечной жизнью. Все несогласные были уничтожены Бетти. Один портал находится под водопадом и закрыт решёткой, связан с Техно-миром. Второй - у раздвоенного дерева, связан с миром Бена.                                        |
| Дикий мир     | Коричневый мир, в который сбежал Отто - потерянный Страж. Известен только один портал в середине пруда, ведёт в Лесной мир. |
| Болотный мир  | Показывается мельком, когда Бен случайно попадает в него из Первоисточника. Данных о порталах в этом мире нет. |

## Значимые объекты и места
| Жезл             | Защитное оружие, которым обладают большинство Стражей. Имеет различные функции: связь по разным мирам с другими Стражами, радио, возможность манипуляции электронными устройствами и, самое главное, возможность стрелять лазерным лучом, убивающим Велканов и Крэлликов. |
| Орб              | Гладкая, белая сфера. Для каждого мира существует свой Орб, может быть скрыт или находиться во владении Стража этого мира. Находясь в чужом мире, при прикосновении Стража с истинной кровью, Орб способен показывать историю и произошедшие события своего мира. Находясь в своём мире, Орб является ключом к Первоисточнику, куда может переместиться Страж с истинной кровью, коснувшись его. Орбы также выступают в качестве защиты от Велканов и Крэлликов, скрывая истинную кровь Стража. |
| Первоисточник    | Центральное хранилище всех знаний Параллакса. Хранит записи обо всех событиях и данные о всех существах в Параллаксе. Также центральный узел всех порталов. |
| Золотой Жезл     | Обычный Жезл трансформируется в Золотой, когда попадает в Первоисточник. Имеет способность контроля Диска Знаний и манипуляции определенными событиями и временем. |
| Боковые Двери    | Непостоянные порталы, работающие только в один конец. Были обнаружены Беном и Катрин в Первоисточнике нажатием кнопки на Жезле. О расположении и действии Боковых Дверей известно только миссис Доус. Использовались только один раз, чтобы попасть из мира Бена (портал в курятнике) в Цветущий мир. |
| Фиолетовая Вода  | Источник могущества Бетти, злой сестры-близнеца Вероники, матери Бена. Отравляет обычную воду, изменяя её цвет. Испаряет человека, обладающего менее пятой части истинной крови. |
| Камера Френсиса  | Видеоустройство, позволяющее общаться между мирами Параллакса. Придумано Френсисом-хиппи и Уной из мира Техно. Устанавливает связь между четырьмя мирами: Техно-миром, Лесным миром, миром Бена и Хиппи-миром. Находится в каждом мире у своего Френсиса, за исключением Техно-мира (находится у Уны). Используется для отчета наблюдений за Бетти. |
| Фиолетовые глаза | Альтернативный цвет глаз Бетти и шпиона. Появляется, когда они говорят неправду или начинают злиться. Истинное предназначение неизвестно. |